# Camponotus quadrisectus
Camponotus quadrisectus är en myrart som först beskrevs av Smith 1858.  Camponotus quadrisectus ingår i släktet hästmyror, och familjen myror.

## Underarter
Arten delas in i följande underarter:
- C. q. hians
- C. q. margaritae
- C. q. quadrisectus